# Thronende Maria mit dem Kind, dem Heiligen Nicolaus von Bari, der Heiligen Katharina von Alexandrien und einem Stifter
Thronende Maria mit dem Kind, dem Heiligen Nicolaus von Bari, der Heiligen Katharina von Alexandrien und einem Stifter (auch Thronende Maria mit dem Kind, zwei Heiligen und einem Stifter, italienisch Madonna col Bambino tra i santi Nicola di Bari, Caterina d‘Alessandria e un donatore) ist ein Gemälde des italienischen Malers Gentile da Fabriano, das zwischen 1395 und 1410 für eine Kirche in Fabriano entstand. Bei dem 133,4 × 115 cm großen Tafelbild handelt es sich um das früheste erhaltene Werk des Künstlers. Das Altarbild gelangte durch eine Schenkung Friedrich Wilhelms III. an die Gemäldegalerie der Staatlichen Museen zu Berlin, wo es sich auch heute noch befindet.

## Technik und Material
Das rechteckige Altarbild (133,4 × 115 cm) mit einem segmentbogigen oberen Abschluss wurde in Tempera auf Pappelholz und Goldgrund geschaffen und befindet sich in einem modernen Rahmen mit schmaler bronzierter Profilleiste.

## Erhaltungszustand
Der Kunsthistoriker Miklós Boskovits beschrieb das Werk 1988 als nicht gut erhalten. Der Versuch, der Krümmung des Werkes entgegenzuwirken, bestand zunächst aus einer Dünnung bis auf 1,8 cm einschließlich Gipsgrund und Malschicht. Zusätzlich wurden auf der Rückseite über zwei senkrechte Brettfugen senkrechte Leisten angebracht, die von den darüber verlaufenden waagrechten Brettfugen unterbrochen wurden. Diese wurden von auf die Tafel geschraubten Metallklammern gehalten. Obgleich die Tafel durch die Querschubleisten flach gehalten wurde, führte dies jedoch gleichzeitig zur Bildung zahlreicher Vertikalrisse. Im Januar 1981 wurden die Querschubleisten gelöst und einige Metallklammern entfernt. Obwohl der Versuch unternommen wurde, einige der Risse zu reparieren und retuschieren, liegen mehrere davon jedoch nach wie vor offen. Zudem ist der Goldgrund durch Ausbrüche von später retuschierten Partikeln sowie durch die Verputzung größtenteils beschädigt. Retuschen und Restaurierungen sind insbesondere im Bereich des rechten Teils des Thrones, des Kissens, der Lilie, sowie teilweise bei den Figuren festzustellen (im Gesicht und im Pluviale des Heiligen Nikolaus, im Gewand des Stifters, in den Gesichtern des Kindes, der Madonna und der Heiligen Katharina sowie in ihrem Gewand). Zudem hat sich beispielsweise die silberne Farbe des Gewandes der Heiligen Katharina durch Oxidation verändert. Auch wenn insbesondere die Gesichter des Heiligen Nikolaus und des Stifters sowie der Körper des Kindes ihr ursprüngliches Aussehen bewahrt haben, so hat sich das Werk zumindest partiell in seiner ursprünglichen Formensprache gewandelt.

## Bildbeschreibung
Das Bild zeigt eine in den Kunstwissenschaften als Sacra Conversazione bezeichnete Darstellung der Madonna mit Kind und Heiligen. Im Zentrum des Bildes sitzt Maria mit ihrem Sohn auf einer mit einem roten Kissen bedeckten Thronbank. Sie ist dem Betrachter zugewandt und hält mit beiden Händen das auf ihren Knien stehende Christuskind, das zu dem links unten knienden, im Profil nach rechts gewandten Stifter herabsieht, dessen Größe im Vergleich zu den übrigen Personen deutlich reduziert ist. Bei dem Stifter handelt es sich möglicherweise um einen Kaufmann; hierauf deutet das goldene Zeichen zu seinen Füßen – ein von Speichen gekreuzter und von einem Kreuz überragter Kreis in der Art der individuellen Händlersignets – hin. Hinter dem Thron ragen zwei Bäume auf, in deren Kronen je sieben Engel musizieren. Zuseiten des Throns stehen zur Madonna gewandt zwei Heilige: Links der Heilige Nikolaus von Bari, in einem zinnoberroten, mit Sternen besetzten Pluviale, in der rechten Hand den Krummstab und sein Attribut – die drei goldenen Kugeln – haltend. Die linke Hand hält er wie segnend über den Stifter. Rechts steht die Heilige Katharina von Alexandrien, Prinzessin und christliche Märtyrerin, die Märtyrerpalme in der rechten und ein Buch in der linken Hand. Das gezähnte Rad, ihr traditionelles Attribut, ist hier sehr klein und unter ihrem Schuh fast verborgen. Gekleidet ist sie in ein kostbares Gewand, das mit einem Muster aus Blütenzweigen versehen und innen mit weißem Pelz gefüttert ist. Darüber trägt sie einen über die Schulter gelegten und mit der linken Hand gerafften Mantel. Die Säume des Gewandes und des Mantels bilden ein weiches, wellenartig sich schlängelndes Lineament, ähnlich wie der goldbestickte Saum des Mantels der Madonna. Maria ruht mit den Füßen auf einer Plattform, die mit mehrlappigen Bögen geschmückt ist. Diese ist auf einer dunkelgrünen, blühenden Wiese platziert. Hierbei  sind insbesondere zwei weiße Lilien zu identifizieren. Die Komposition der Bäume rahmt einerseits die Jungfrau ein und markiert andererseits den Rhythmus des Altaraufsatzes zwischen zentralen und seitlichen Figuren, die an das traditionelle Schema des Polyptychons erinnern.

## Ikonographie
Die sogenannte „Bäumchen-Madonna“ (italienisch: Madonna degli alberetti) ist ein Darstellungstypus, der im 15. Jahrhundert vor allem im Veneto, in Umbrien und in den Marken verbreitet war. Wahrscheinlich handelt es sich bei dieser Darstellung um eine Variante der „Madonna der Demut“ (italienisch: Madonna dell‘Umilità), die oftmals in der venezianischen Malerei des letzten Viertels des 14. Jahrhunderts auf einer blühenden Wiese sitzend dargestellt wurde und einen Gegenpol zur Darstellung der Gottesmutter als „Thronende Madonna“ bildet.
Während die beiden weißen Lilien im Vordergrund ikonographisch eindeutig als christliches Symbol der Reinheit Mariens zu verstehen sind, gibt es jedoch Unklarheiten bezüglich der Symbolik der die beiden Bäume bevölkernden Engel. Das Baumpaar steht in der christlichen Ikonographie als Symbol für Fruchtbarkeit. In Kombination mit der blühenden Wiese könnte die Darstellung einem „Paradiesgärtlein“ entsprechen, ein unter anderem von venezianischen Malern zu Beginn des 15. Jahrhunderts sehr geschätztes Motiv.

## Stil
Während die ältere Forschung (z. B. Kugler (1847), Colasanti (1909) und Molajoli (1927)) insbesondere einen Vorbildcharakter für das Werk in der umbrischen und sienesischen Trecentomalerei sah, wurden mit der Zeit auch Stimmen in der Forschung laut, die insbesondere eine Dominanz der venezianischen Malerei (Mayer (1933), Coletti (1953), Pallucchini (1955/56), Zampetti (1963 und 1969)) und der lombardischen Miniaturmalerei des späten Trecento vermuteten (Longhi (1940), Grassi (1953), Arslan (1958 und 1964), Mazzariol und Pignatti (1961), Bellosi (1966), Castelfranchi Vegas (1966), Keller (1967), Crispini (1969), Paccagnini (1972), Oertel (im Katalog von 1975 und 1978), Christiansen (1982)).
Boskovits (1988) erklärt, dass, obgleich das Werk gewisse Ähnlichkeiten zu den Illustrationen der Tacuina sanitatis in Wien oder Paris aufweise (hierbei insbesondere die ungewöhnliche kompositorische Lösung sowie das Gewand der Heiligen Katharina), erinnere die Körperlichkeit der Figuren in Thronende Maria mit dem Kind, dem Heiligen Nicolaus von Bari, der Heiligen Katharina von Alexandrien und einem Stifter weit mehr an die Figuren lombardischer Bilder der Visconti-Zeit.
Zudem konstatiert er: „Die Darstellung der Kleidung nach der letzten Mode war eine ikonographische Forderung, die jeder Maler der Zeit respektierte, wenn er eine heilige Prinzessin zu malen hatte. Je besser wir im übrigen die Werke umbrischer und märkischer Meister des ausgehenden Trecento kennen wie etwa die des Piero di Puccio, des Cola Petruccioli, des Carlo da Camerino oder anderer, desto wahrscheinlicher erscheint es, da[ss] Gentiles Rezeption der spätgotischen Kunstsprache, seine naturalistische Weltschau, die beruhigt und gelassen und zugleich poetisch sensibel ist, dem Vorbild dieser Maler viel verdankt. Ein entscheidendes Element seiner Kunst erweist sich als venezianischen Ursprungs: als venezianisch oder veneto-märkisch lä[ss]t sich nämlich, wie wir sehen werden, die Ikonographie der „Madonna degli alberetti“ bezeichnen, venezianisch sind das Motiv der blühenden Wiese zu Füßen der Figuren und ebenso die Umri[ss]form der Tafel mit dem ungewöhnlich gedrückten Bogen, und es scheint, dass das stupende Stifterporträt von einem Vorbild Altichieros angeregt ist.“.

## Ursprünglicher Aufstellungsort
Das Werk wurde nach Angabe Riccis (1834) für die Kirche San Nicolò in Fabriano geschaffen und verblieb dort wahrscheinlich bis 1630, als die Kirche um- bzw. neugebaut wurde. De Marchi (1992) hingegen vermutete die Klosterkirche Santa Caterina in Fabriano als Ursprungsstätte des Werkes.

## Provenienz
Dokumentiert ist in jedem Fall, dass sich das Werk 1660 in Osimo im Besitz der adeligen Familie Leopardi befand, später im Besitz des Grafen Ottoni Tiranetti in Meschia bei Fabriano sowie ab 1766 in der Sammlung Cagnucci. Zu Beginn des 19. Jahrhunderts gehörte es einem Sammler in Matelica, der es 1828 verkaufte. 1829 ist das Werk bei einem Herrn Massaci in Rom dokumentiert, wo es der preußische Gesandte Bunsen erwarb. Dieser schenkte es wiederum dem preußischen Kronprinzen Friedrich Wilhelm III.
Ab 1837 befand sich das Werk als Leihgabe in der Berliner Gemäldegalerie; 1840 ist es durch Schenkung des Königs in deren Besitz übergegangen.